# Чаленко Максим Митрофанович
Максим Митрофанович Чаленко (1914 — ?) — український радянський шахтар, новатор виробництва, начальник шахтоуправління № 77 тресту «Кіроввугілля» Луганської області. Депутат Верховної Ради УРСР 4-5-го скликань.

## Біографія
У 1930 році поступив у гірничопромислове училище в Донбасі. Закінчивши училище, працював помічником машиніста, а згодом — машиністом врубової машини шахти № 100 міста Кадіївки Ворошиловградської області.
Член ВКП(б) з 1951 року.
До 1956 року — начальник дільниці шахти № 100–77 тресту «Первомайськвугілля» Ворошиловградської області.
З 1956 року — начальник шахтоуправління (шахти) № 77 тресту «Кіроввугілля» міста Кадіївки Луганської області.

## Нагороди
- орден Леніна
- орден Трудового Червоного Прапора
- медалі